# Jane Adams (actrice)
Jane Adams (Washington, 1 april 1965) is een Amerikaans actrice. Ze werd in 2010 genomineerd voor een Golden Globe voor haar rol als vrouwelijke pooier Tanya Skagle in de komedieserie Hung. Verschillende andere filmprijzen werden haar daadwerkelijk toegekend, waaronder de juryprijs op het Sundance Film Festival 2000 samen met de gehele cast van de muzikale dramafilm Songcatcher (2000) en een National Board of Review Award samen met de gehele cast van de tragikomische film Happiness (1998). Voor haar rol in het toneelstuk An Inspector Calls won Adams in 1994 de Tony Award voor beste actrice.
Adams maakte in 1985 haar film- en acteerdebuut als niet bij naam genoemde 'greeting girl' in de filmkomedie Bombs Away.

## Filmografie
*Exclusief televisiefilms
| - All the Light in the Sky (2012) - Restless (2011) - Silver Bullets (2011) - The Lie (2011) - Calvin Marshall (2009) - Alexander the Last (2009) - Wherever You Are (2008) - The Wackness (2008) - The Brave One (2007) - The Sensation of Sight (2006) - Little Children (2006) - Last Holiday (2006) - Lemony Snicket's A Series of Unfortunate Events (2004) - Eternal Sunshine of the Spotless Mind (2004) - Orange County (2002) - The Anniversary Party (2001) | - Wonder Boys (2000) - Songcatcher (2000) - Mumford (1999) - A Texas Funeral (1999) - A Fish in the Bathtub (1999) - You've Got Mail (1998) - Day at the Beach (1998) - Happiness (1998) - Music from Another Room (1998) - Kansas City (1996) - Father of the Bride Part II (1995) - Mrs. Parker and the Vicious Circle (1994) - I Love Trouble (1994) - Light Sleeper (1992) - Vital Signs (1990) - Bombs Away (1985) |

## Televisieseries
*Exclusief eenmalige gastrollen
- Hung - Tanya Skagle (2009-2011, dertig afleveringen)
- Frasier - Mel Karnofsky (1999-2000, elf afleveringen)
- Liberty! The American Revolution - Sara Scott (1997, zes afleveringen)
- Relativity - Karen Lukens (1996, zeven afleveringen)
- Family Ties - Marty Brodie (1989, twee afleveringen)

- Biblioteca Nacional de España: XX1450531
- Bibliothèque nationale de France: cb14148192d (data)
- Gemeinsame Normdatei: 1029845425
- International Standard Name Identifier: 0000 0000 7980 2241
- Library of Congress Control Number: n2001043401
- Nationale Bibliotheek van Tsjechië: xx0192565
- Nationale Bibliotheek van Israël: 987007403219905171
- Nederlandse Thesaurus van Auteursnamen: 200802534
- Virtual International Authority File: 100244288
- WorldCat: E39PBJhd87drMgR9DHc7wWcByd